# Statens vegvesen

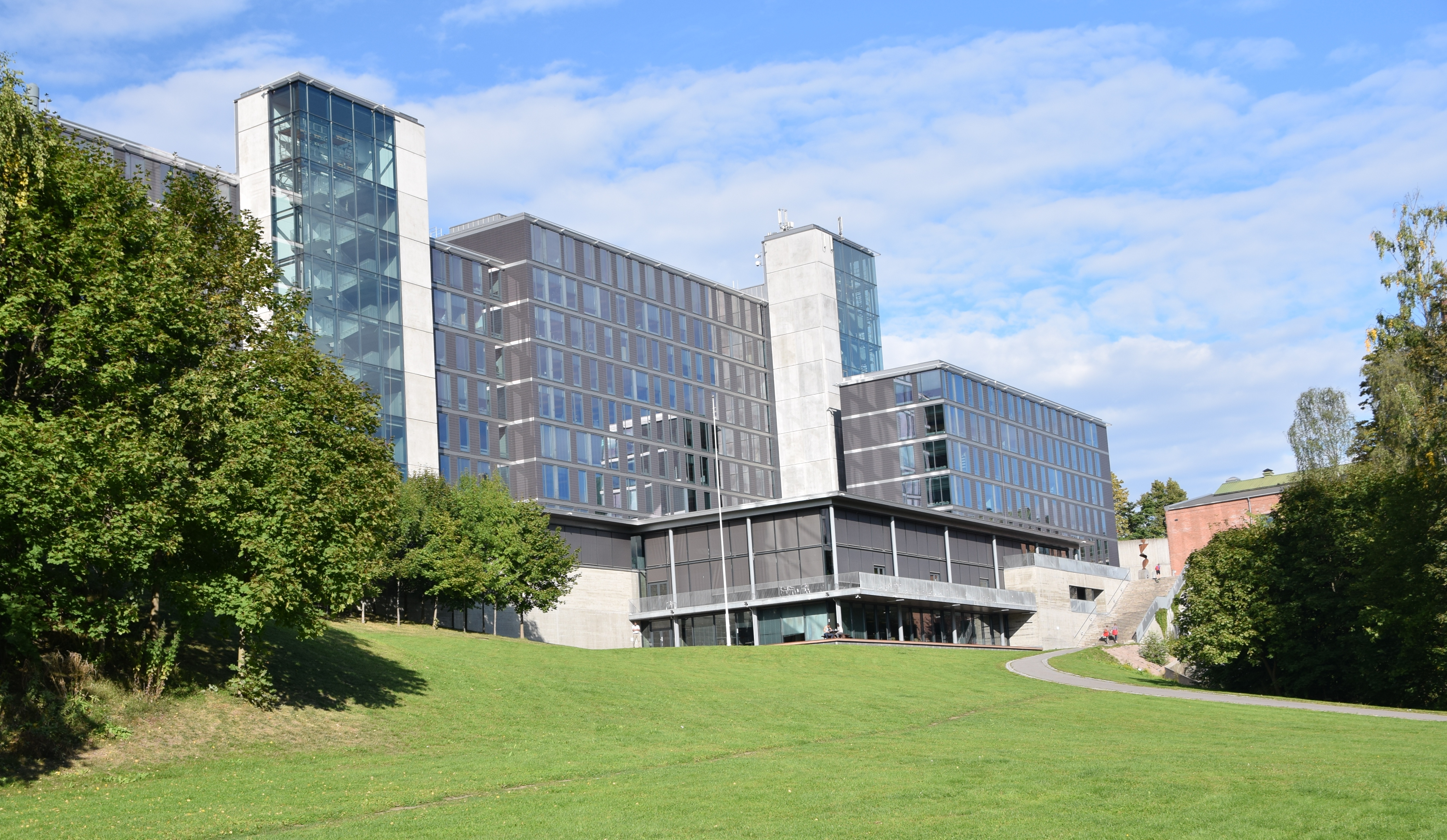
Le bureau principal de l'administration suédoise des routes à Oslo.

Statens vegvesen (aussi orthographié Statens veivesen) est une agence du gouvernement norvégien, responsable des routes du pays.
Les missions de l'agence sont à la fois l'entretien des routes et des infrastructures qui leur sont liées : routes, tunnels, etc ; mais aussi la réalisation de nouvelles routes et infrastructures. Appartiennent également à l'agence les modalités de délivrance des permis de conduire et les contrôles relatifs aux véhicules.
L'agence dépend du ministère des Transports⁣⁣, ⁣ mais elle est dirigée par le Vegdirektoratet (en français direction des routes), basée à Oslo. L'agence est divisée en 5 grandes régions pour le pays. Pour les routes nationales, la direction travaille avec le Ministère, pour les routes départementales (fylkesvei), l'agence travaille avec le comté.